# Louis Harel de la Noë
Pour les articles homonymes, voir Harel et La Noë.
Louis Harel de la Noë, né le 29 janvier 1852 à Saint-Brieuc dans les Côtes-du-Nord et mort le 28 octobre 1931 à Landerneau dans le Finistère, est un ingénieur français, inspecteur général des ponts et chaussées.

## Biographie
Louis Auguste Marie Harel de la Noë est le fils de Pierre Louis Harel de la Noë, notaire, et de son épouse Marguerite Jeanne Louise, née Leverre.

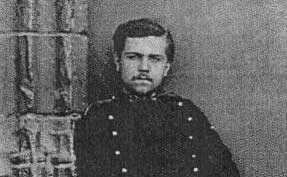
Louis Harel de la Noë portant l'uniforme de l'École polytechnique entre 1870 et 1872.

Après des études au lycée Saint-Louis à Paris, il entre à l'École polytechnique en 1870, et ensuite à l'École nationale des ponts et chaussées où il a comme camarade de promotion un autre ingénieur célèbre, Fulgence Bienvenüe, le « père » du Métro de Paris.
En 1885, il épouse Louise Riou de Kerprigent.
De 1877 à 1901, il est successivement en poste à Rodez, à Quimper, au Mans, à Brest, de nouveau au Mans : il s'occupe principalement de la construction de chemins de fer, de gares ou d’ouvrages d'art en relation. Il publie aussi des articles dans les Annales des ponts et chaussées, notamment Théories et applications nouvelles du ciment armé en 1899, et Déformations et conditions de la rupture dans les corps solides en 1900.
Ingénieur en chef des ponts et chaussées dans les Côtes-du-Nord de 1901 à 1918, il conçoit et dirige la construction de nombreux ouvrages d'art principalement liés au développement des chemins de fer à voie étroite dans le département. Il est promu inspecteur général des ponts et chaussées en 1918.
Il est nommé chevalier de la Légion d'honneur, le 28 octobre 1889, puis promu officier de la Légion d'honneur, le 11 juillet 1898.
Il est inhumé à Landerneau dans le caveau de famille de sa femme.

## Galerie

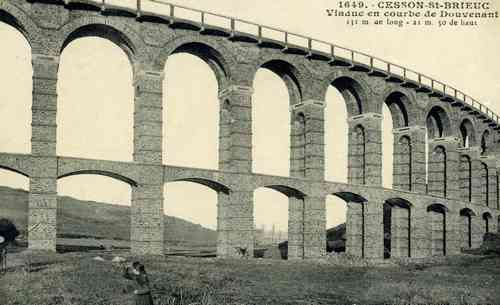
Viaduc de Douvenant
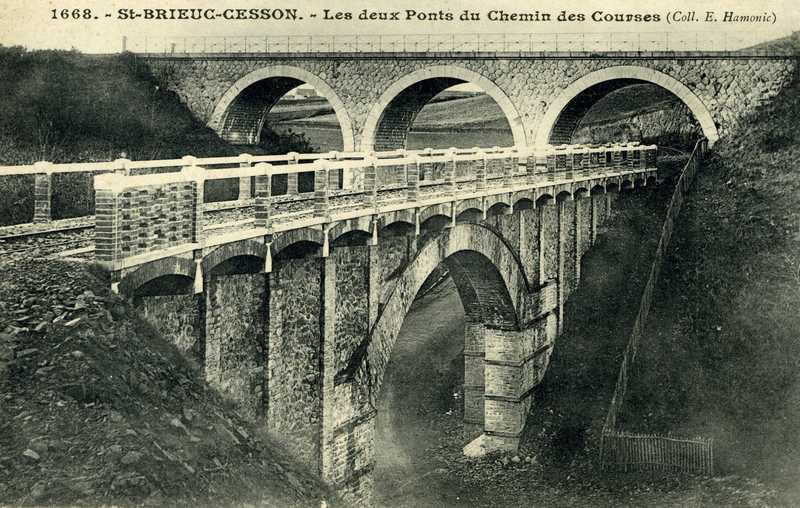
Pont des Courses
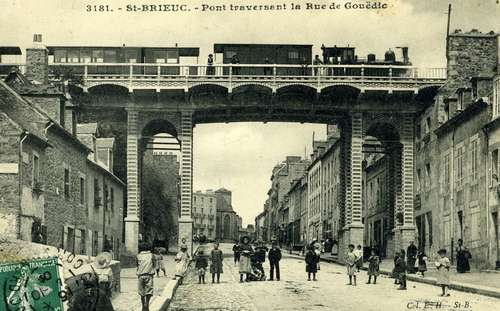
Le pont de Gouëdic à Saint-Brieuc
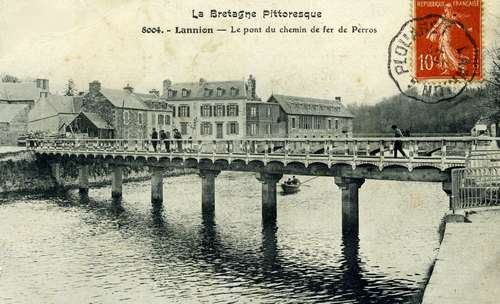
Le pont sur le Léguer à Lannion
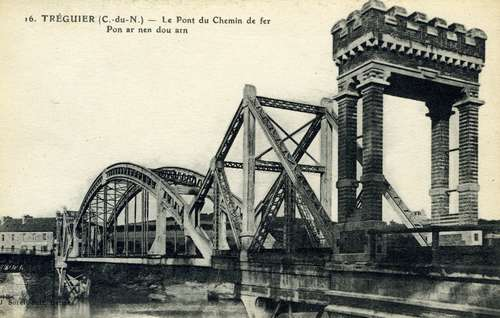
Les Ponts-Noirs à Tréguier
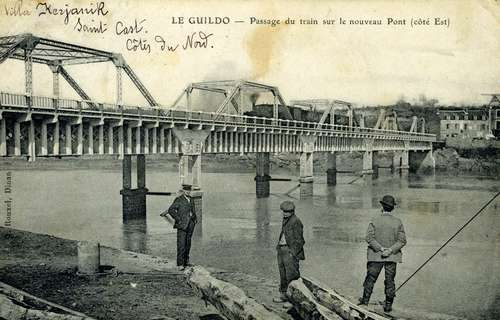
Le Pont du Guildo
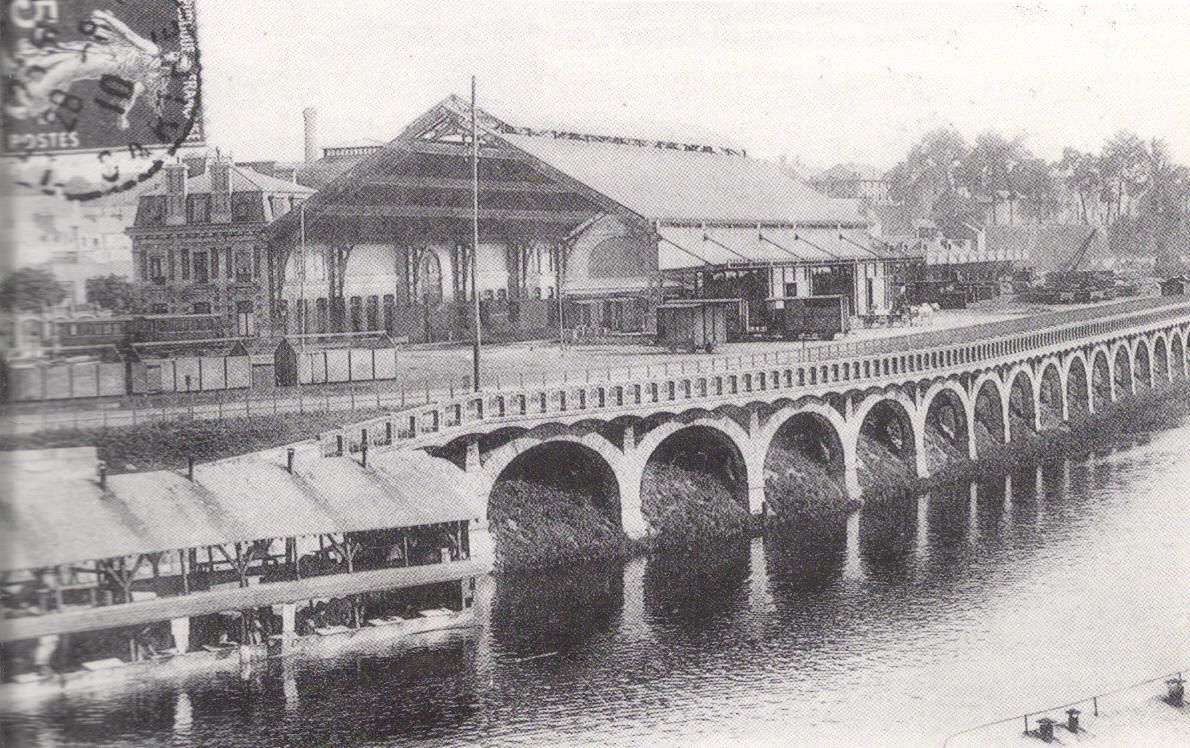
Gare centrale au Mans des Tramways de la Sarthe
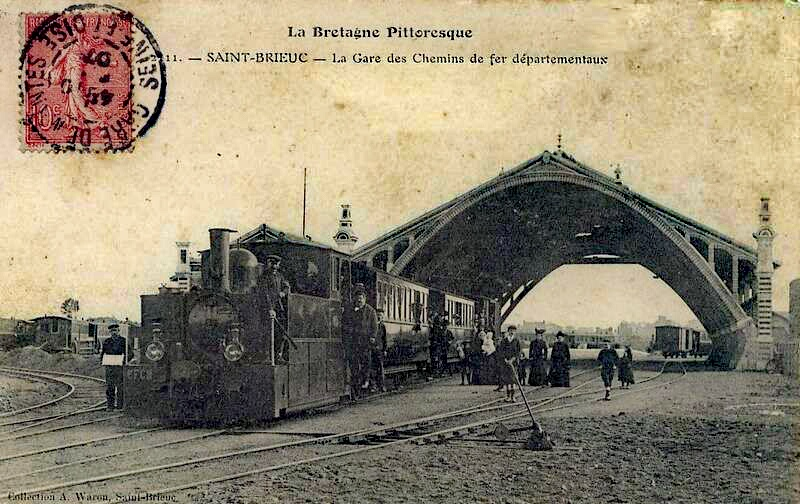
Gare de Saint-Brieuc-Centrale, (1905)

L'association Harel de la Noë a été créée en 1995 pour faire connaitre et favoriser la sauvegarde et la mise en valeur des ouvrages d'art construits par Louis Harel de la Noë.

## Publications
- Théorie et applications nouvelles du ciment armé, Veuve C. Dunod, 1899 (présentation en ligne)
- Déformations et conditions de la rupture dans les corps solides, Veuve C. Dunod, 1900 (présentation en ligne)